# Geohintonia
Geohintonia és un gènere monotípic de cactus que comprèn una sola espècie coneguda Geohintonia mexicana. És endèmica de Nuevo León a Mèxic.

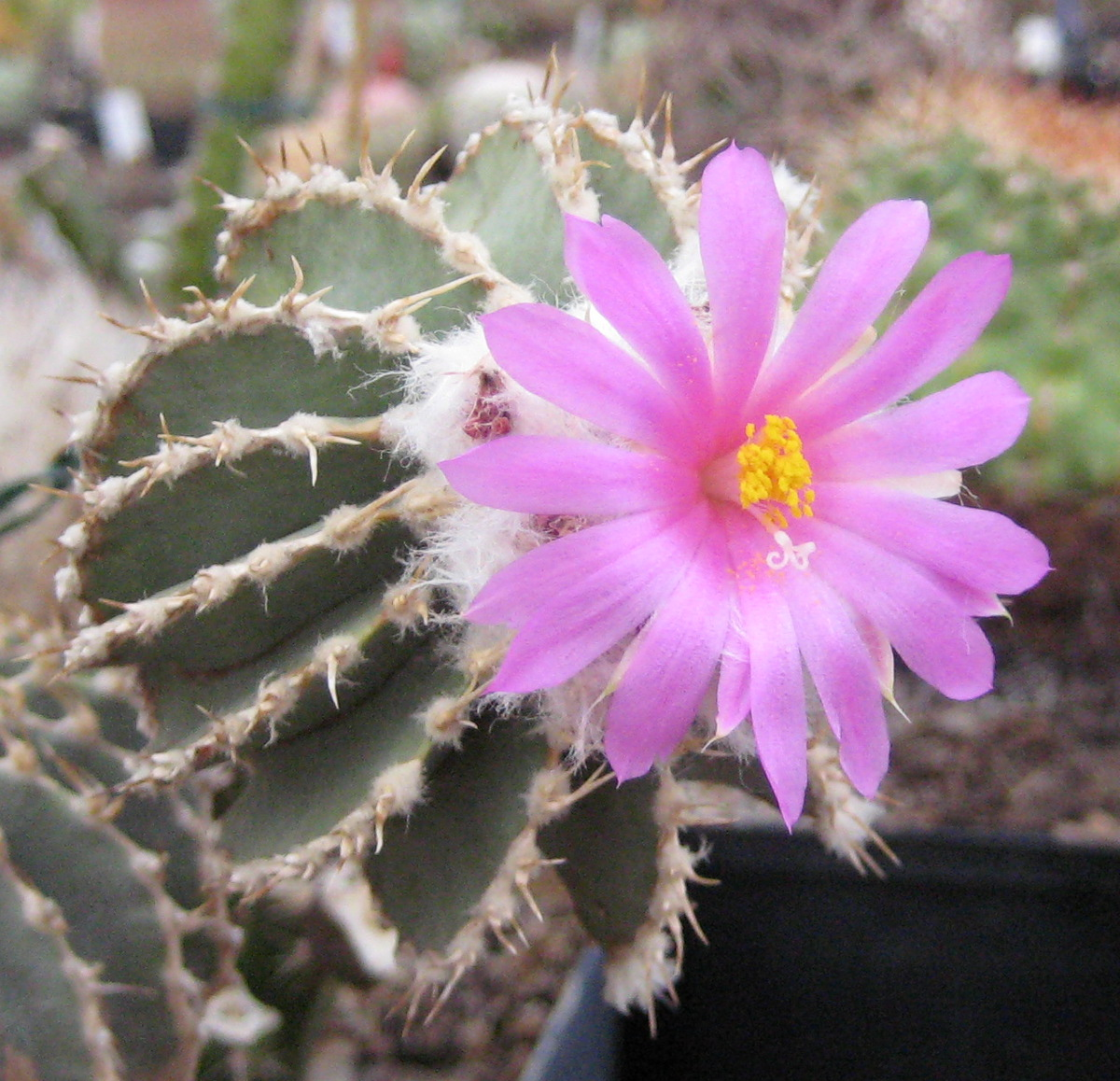
En flor

## Descripció
És una planta solitària de forma globosa, convertint-se lentament en columnar de fins a 10 cm d'altura i 10 cm de diàmetre. de color verd blavós grisenc. Té entre 18 a 20 costelles molt prominents, amb 3 espines corbades d'uns 3 a 12 mm de llarg en cada arèola. Les flors, de color rosa fort, amb forma d'embut sorgeixen en l'àpex i s'obren a partir del capvespre.

## Cultiu
La planta necessita exposició al sol i reg abundant a partir de març fins a finals de setembre i mantenir-se bastant seca a l'hivern. La temperatura mínima és de 5 °C, mentre que la temperatura ideal és 20-28 °C. També ha de ser fertilitzada durant tot l'estiu.

## Taxonomia
Geohintonia mexicana va ser descrita per Glass & W.A.Fitz Maur. i publicat a Cactáceas i Suculentes Mexicanes 37(1): 17, l'any 1992[1991].
Etimologia
El nom del gènere honra la memòria de George Sebastián Hinton (n. 1949), un agricultor mexicà i col·lector de plantes a l'Estat de Nuevo León.
Sinonímia
- Echinocactus mexicanus (Glass & W.A.Fitz Maur.) Halda[2][3][4]